# Veliki Obrh
Veliki Obrh je izvorni krak ponikalne reke Obrh na Loškem polju v občini Loška dolina, ki spada med 
vodotoke iz porečja Ljubljanice. Izvira ob vznožju Racne gore na vzhodnem delu polja, južno od naselja Vrhnika pri Ložu. Vode pritekajo z Racne gore, delčoma pa tudi iz Babnega polja (Trbuhovica). Teče mimo skozi naselji Markovec in Pudob, kjer se združi s potokom Mali Obrh, dalje poteka tok reke pod skupnim imenom, Obrh. Veliki Obrh ima dva stalna pritoka, Brežiček in Viševski Brežiček.

## Izvir
Izvir Velikega Obrha je močan kraški izvir. Zaradi jezu za žago je za izvirom jezerce, poraščeno s trstičevjem in je življenjski prostor za vodne ptiče. Ob jezercu stoji hiša in žaga.